# Библиотека Бодлеана
Универзитетска библиотека Бодлеана (енгл. Bodleian Library) је једна од најпознатијих и најстаријих библиотека у Европи. Библиотеку Бодлеану чини скуп библиотека у оквиру Оксфорд Универзитета међу којима су главне истраживачке библиотеке, библиотеке које се налазе у саставу факултета, одељења, и других институција овог Универзитета, и библиотека Бодлеана. 
Библиотека Бодлеана је први пут отворена за студенте 1602. године, а њену основу чини библиотека коју је Универзитет отворио у XIV веку како би складиштио књиге које је војвода Хемфри од Глостера донирао. Последњих 150 година ова библиотека расте и њени фондови се богате. 
Данас ову библиотеку користе, како студенти, тако и научници широм света.

## Историја
Прва библиотека Оксфордског универзитета основана је 1320. године. Ова библиотека састојала се од једне просторије чије је грађење финансирао бискуп Бакхам, која је остала недовршена кад је он умро 1327. године. Након овог периода долази до затишја и Оксфорд неће имати своју библиотеку све до XV века.
Библиотека доживљава процват када војвода Хемфри од Глостера, брат краља Хенрија V, донира преко 281 рукописа, укључујући и неколико важних класичних текстова. Универзитет је тада дао предлог војводи да финансира изградњу још једне библиотеке која би носила његово име. Грађење је почело 1478. године, а библиотека је коначно била отворена тек након смрти војводе 1488. године и по њему је добила назив. 
Библиотека војводе Хемфрија је функционисала свега 60 година када је, по налогу краљ Едварда VI, већина књига била уништена у нади да ће тако Енглеску црвку очистити од свих трагова католицизма. Након овога следи период затишја да би 1556. године зграду ове библиотеке преузео у своју корист Медицински факултет који се налази у склопу Универзитета и наредних 50 година Универзитет ће бити без своје библиотеке.
Сер Томас Бодли, по коме библиотека носи назив, је обнавља 1598. године у истој оној просторији у којој је била библиотека војводе Хемфрија. Библиотека је добила више од 2.500 књига и ускоро је добила свог првог библиотекара, и коначно је отворена 1602. године. Међутим, Бодлијев рад није престао овде. Бодли уводи једну новину у библиотеку, то су полице за књиге са простором са обе стране. Књиге су првобитно биле везане ланцима и студенти су их читали седећи на непокретним клупама које су се налазиле између полица и простора за пролаз. Бодли уклања ланце, а непокретне клупе замењене су клупама. Данас је једна књига у Бодлеани везана ланцем као сведок прошлости.
Библиотека се у том периоду проширује. Ново крило је додато у састав зграде и било је намењено смештању књига из уметности. Како је број књига растао, што путем донирања тако и на иницијативу саме библиотеке, ускоро је било дограђено још једно крило, а у периоду од 1613. до 1618. године. Универзитет додаје просторије за предавања које су биле у склопу зграде библиотеке. Библиотека се у том периоду непрестано ширила да би на крају био додат још један спрат, а у периоду од 1737. до 1749. године изграђена је још једна зграда библиотеке, такозвана Редклиф Камера.
Редклиф Камера добила је име по лекару Редклифу који је финансирао њену изградњу и која ће се од 1860. налазити у склопу Бодлеанске библиотеке. Архитектура ове зграде била је инспирисана италијанским бароком, те је била изграђена у облику ротонда с куполом на врху. Године 1788, све собе на првом спрату су ушле у састав библиотеке, а до 1859. и просторије које су биле у склопу зграде, а које су служиле за предавања ушла су у њен састав. Године 1860. она постаје део Бодлеанске библиотеке. У њој су данас смешетена дела везана за антропологију, археологију, историју уметности, женске науке.
Почетком 20. века неколико стотина људи је дневно посећивало библиотеку, а до 1914. њен фонд је достигао један милион библиотечких јединица. Како би се обезбедио додатан смештај за књиге у периоду од 1909. до 1912. испод Редклиф Камере је ископано складиште. Међутим, како је број читалаца и књига непрестано растао, дошло је до потребе за даљим проширивањем. Године 1931. донета је одлука да се изгради нова библиотека, са довољним простором за пет милиона књига, и просторијама за библиотечка одељења и читаонице. Нова Бодлеана, како је тада звана, градила се у периоду од 1937. до 1940. 
Недавно, 2015. године, зграда Нове Бодлеане била је комплетно реновирана и добила је нове просторије у сврху јавних и научних потреба, и данас је познатија под називом Вестон библиотека.
Данас, Бодлеана добија примерак сваке књиге и часописа објављених у Енглеској, такозвани обавезни примерак, јер је данас још на снази Акт из 1610. године, који је установио Томас и који обавезује и који се тиче обавезног примерка. Укупан број књига свих наведених библиотека у оквиру Универзитетске библиотеке Бодлеане је 2003. године износио 7.135.000 библиотечких јединица. Библиотека у својим фондовима има 6.500 инкунабула и 1.228.000 мапа. У 2003. години је фонд Бодлеане био обогаћен са 125.000 књига и памфлета, 35.400 купљених публикација и 6.600 публикација добијених путем размене или донација. Што се периодике тиче, библиотека има 200.100 јединица, које су добијене или разменом или донацијама.
У свом импозантном фонду, Бодлеана има и специјалну колекцију међу којом се налазе дела Шекспира, разни библијски рукописи, прва штампана издања грчких и латинских класика, 4 копије Магна карте, Гутенбергова библија, и друга.
Библиотека Бодлеана данас има статус националне и универзитетске библиотеке.

## Приступ библиотеци
Право на коришћење Бодлеане имају сви студенти и професори Универзитета у Оксфорду. Такође постоји могућност да библиотеку користе и студенти са стране, али јој они могу приступити само уз препоруке. Препорука мора бити ручно написана од стране неког професора или неке угледне личности града Оксфорда.
Сваки нови члан библиотеке даје писмену изјаву у виду заклетве. Сама изјава се даје у соби за уметност где је будући корисник библиотеке огрнут тамним огртачем у присуству једног библиотекара.
Текст изјаве гласи: „Овим се обавезујем да нећу однети из библиотеке, да нећу обележити, уништити, или повредити на било који начин, било коју књигу, документ или било који други предмет који припада библиотеци; да нећу унети или у библиотеци запалити било какву ватру или пламен, и да нећу пушити у библиотеци и обећавам да ћу поштовати сва правила библиотеке.“
Оригинална изјава на латинском језику гласи:
| „ | [ 3 ] | ” |

## У популарној култури

### Филмови и фотографисање
Библиотека Бодлеана је отворена за сарађивање, како са филмским продуцентима, тако и са фотографима. Библиотека има своје стручњаке који су доступни да поделе своје знање потребно за добро снимање и квалитетну фотографију. Филмским екипама је дозвољено снимање пре 9 сати ујутру и након затварања библиотеке у вечерњим сатима. Бодлеана је била коришћена као локација за снимање филмова више пута.
Неки од филмова снимљени у Бодлеани су: Друга страна (1984), Лудило краља Џорџа (1994), Повратак у Брајдсхед (1981), и прва два дела Хари Потера. Од серија, Инспектор Луис (2006) и Ендевор (2012) обе имају радњу смештену у Оксфорду и сцене које приказују библиотеку Бодлеане.

### Књиге
Бодлеана је служила и као инспирација за књиге. Коришћена је као место радње у роману Колина Декстера Инспектор Морс. Појављује се и у роману Мајкла Вајта Равнодневница.
Џ. Р. Р. Толкин који је студирао филологију на Оксфорду и био добро упознат са Црвеном књигом из Хергеста, а која се налази у Бодлеани, касније је инспирисала његову Црвену књигу Вестмарша која приповеда причу Господара прстенова. Велики број Толкинових рукописа налази се данас у Бодлеани.
Радња романа Деборе Харкнес Откриће Вештица је такође једним делом смештена у Бодлеани.

## Конзерваторска лабораторија
Бодлеана има посебно одељење, у склопу департмана посебних збирки, које има 19 запослених међу којима су обучени конзерватори, техничари и административно особље.
Тренутно је запослено 6 конзерватора који су организовани у три главна тима и који се баве конзервацијом књига, папира и превентивним конзервацијом. Тимови су подржани у свом раду од стране административног особља које се бави обуком и свакодневним вођењем одељења.
Конзерваторска лабораторија ради у сарадњи са депертманом посебних збирки и заједно са њима долази до договора које ће публикације имати приоритет конзервације. Конзерваторски тим се непрекидно усавршава и њихов рад се састоји од комбинације комплексних, дужих и краћих пројеката.

## Друге услуге

### Дигитална Бодлеана
Дигитална Бодлеана (енгл. Digital Bodleian) настала је као покушај да се један део колекције Бодлеане подели са светом. Сваке године библиотека услужи преко 65,000 хиљада читалаца, од којих је 40% ван Универзитета, док изложбе годишње привуку око 100,000 посетилаца. Бодлеана своје колекције дигитализује последњих 20 година и данас у њеној дигиталној библиотеци постоји преко 650,000 дигиталних објеката и скоро милион слика. 
Библиотека такође нуди дигитално претраживање посебних збирки којима може да се приступи преко Соло претраживача или онлајн каталога архива и рукописа.

### Аудио (Бодкастови)
Библиотека Бодлеана сакупља, чува, и пружа на коришћење и аудио записе разних предавања који су доступни на сајту Универзитета.